# Pavement
Pavement byla americká indierocková hudební skupina, aktivní v letech 1989 až 1999. Po většinu své kariéry působila v sestavě Stephen Malkmus (zpěv, kytara), Scott Kannberg (zpěv, kytara), Mark Ibold (baskytara), Bob Nastanovich (perkuse, zpěv) a Steve West (bicí). Svou první řadovou desku s názvem Slanted and Enchanted kapela vydala v dubnu 1992. Následovala čtyři další alba. Roku 1996 byla píseň „Sensitive Euro Man“ od této kapely použita na soundtracku k filmu Střelila jsem Andyho Warhola. V roce 2004, pět let po rozpadu kapely, byla vydána kniha pojednávající o její historii. Dostala název Perfect Sound Forever: The Story of Pavement a jejím autorem byl Rob Jovanovic. V září 2009 bylo oznámeno, že bude kapela následujícího roku obnovena, k čemuž skutečně došlo, avšak nešlo o plnohodnotné obnovení, nýbrž jen o krátkodobý reunion. Kannberg v roce 2017 uvedl, že je šance na obnovení kapely v roce 2019 u příležitosti třicátého výročí jejího vzniku.

## Diskografie
- Slanted and Enchanted (1992)
- Crooked Rain, Crooked Rain (1994)
- Wowee Zowee (1995)
- Brighten the Corners (1997)
- Terror Twilight (1999)